# Francisco Mauro Salzano

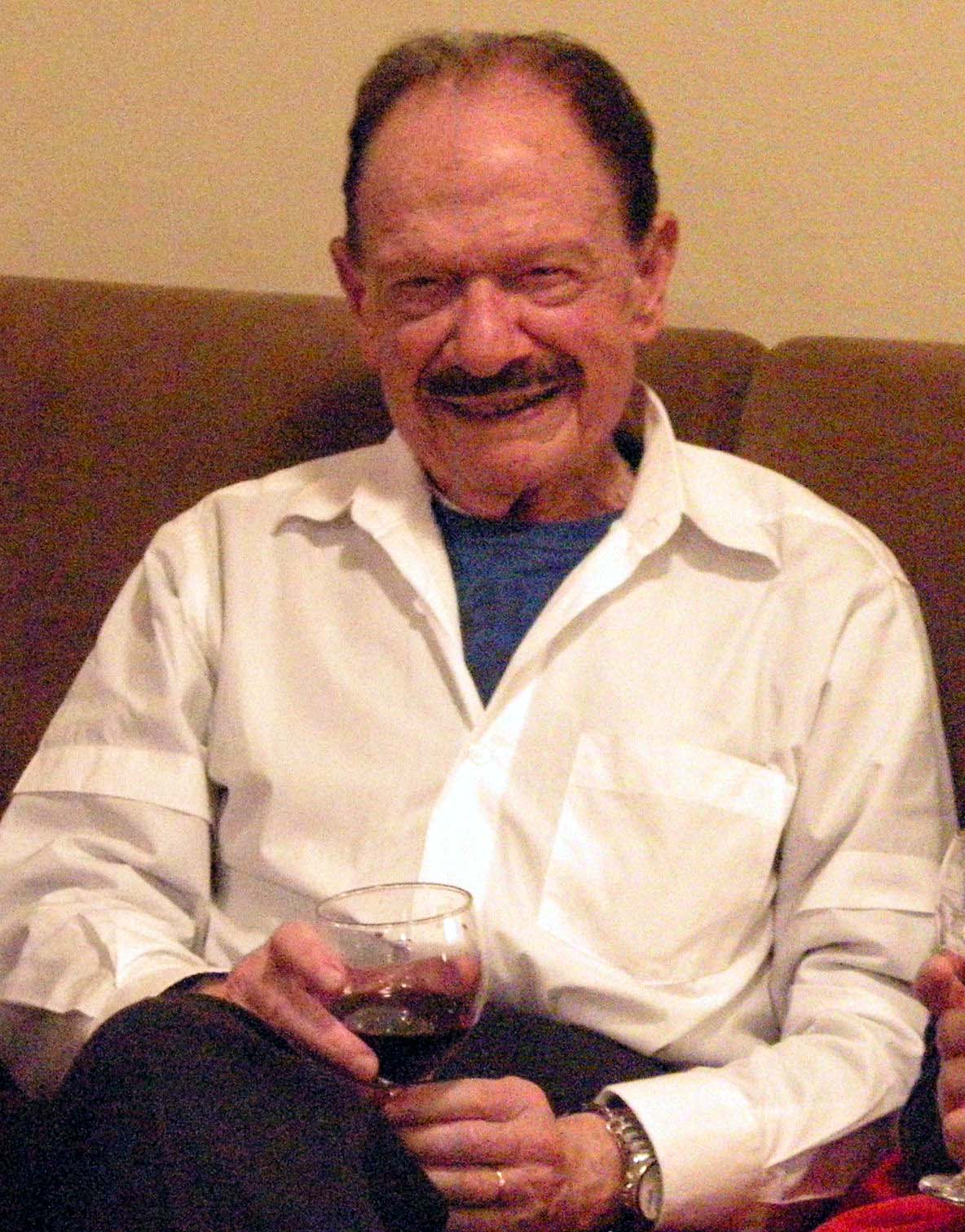
Francisco Mauro Salzano (2010)

Francisco Mauro Salzano (* 27. Juli 1928 in Cachoeira do Sul; † 28. September 2018 in Porto Alegre) war ein brasilianischer Genetiker. Er war ein Vorreiter in der Genetikforschung in Brasilien sowie emeritierter Professor der Universidad Federal do Rio Grande do Sul (UFRGS).

## Biographie
Francisco Salzano wurde 1928 in Cachoeira do Sul geboren. Da sein Vater Arzt und Direktor des Gesundheitsministeriums war, sollte Francisco ebenso Mediziner werden. Er bestand aber die Aufnahmeprüfung nicht. Francisco Salzano belegte daraufhin einen Kurs in Naturgeschichte an der Universidade Federal do Rio Grande do Sul. Auf diese Art und Weise konnte er in den biologischen Fachbereich der 1940er Jahre eintreten. Im dritten Jahr seines Studiums befasste er sich mit Zoologie, später interessierte er sich für das Fach Genetik. Von seinem Professor Antonio Rodrigues Cordeiro erhielt Francisco eine Einladung, um in dessen Labor Genetik zu studieren. In diesem Fachbereich sollte er dann über Jahrzehnte hinweg Karriere machen.
An der Universidade Federal do Rio Grande do Sul als emeritierter Professor und wissenschaftlicher Mitarbeiter war er im Departamento de Genética do Instituto de Biociências zudem ständiges Mitglied des Kerns vom Programm für Postgraduierte in Genetik und Molekularbiologie (Programa de Pós-Graduação em Genética e Biologia Molecular).
Salzano wurde 1994 von der brasilianischen Regierung mit der höchsten nationalen Auszeichnung, dem Prêmio Almirante Álvaro Alberto für Wissenschaft und Technologie, geehrt. Auch wurde er 1995 für seine wissenschaftlichen Verdienste mit dem großen Ordenskreuz des Landes (Grã-Cruz da Ordem Nacional do Mérito Científico) vom Präsidenten Brasiliens gewürdigt. Er wurde 1997 und 1999 weiterhin mit den Preisen „Annual Award“ der Ibero-American Society of Human Genetics sowie den „Franz Boas High Achievement Award“ der Human Biology Association geehrt. Den Ehrendoktor (Doctor Honoris Causa) der Universität Paul Sabatier (frz. Université Paul Sabatier Toulouse III, Abk. UPS)  erhielt er 2010 in Frankreich; ebenso wie 20 weitere Auszeichnungen. Francesco Salzano war seit 1999 ausländisches Mitglied der National Academy of Sciences (USA) und seit 1973 der Academia Brasileira de Ciências.
Francisco Salzano hat an zahlreichen Publikationen gearbeitet, darunter über 449 vollständige und international veröffentlichte Papers sowie 117 allgemeine und wissenschaftliche Artikel. Als Autor und Co-Autor wurde er in mindestens 21 Werken zitiert. Zudem zählen 18 Bücher und 52 Buchkapitel zu seinen Werken. 
Salzano trug in seinem Leben zur Ausbildung von mehr als 40 Ärzten und Master bei.
Er starb am 28. September 2018 und wurde in Porto Alegre beerdigt.

## Werke (Auswahl)
- Francisco Mauro Salzano, A. M. Hurtado (2004): Lost paradises and the ethics of research and publications. Oxford, UK: Oxford University Press.
- Francisco Mauro Salzano, Maria Cátira Bortolini (2002): The Evolution and Genetics of Latin American Populations. Cambridge: Cambridge University press, 2002.[9]
- Francisco Mauro Salzano, Sídia Maria Calegari-Jacques (1988): South American Indians: A case study in Evolution. Oxford, UK: Clarendon Press, 1988.
- Francisco Mauro Salzano, V. Sune, M. Ferlauto (1967): New studies on the relationship between blood groups and leprosy. In: Acta Genetica et Statistica Medica, 17 (6), 530–544.
- Francisco Mauro Salzano (1967): Blood groups and leprosy. In: Journal of Medical Genetics,4 (2), 102–106.
- Francisco Mauro Salzano (1957): The blood groups of South American Indians. In: American Journal of Physical Anthropology, 15 (4), 555–579.